# Ленгенванг
Ленгенванг (нем. Lengenwang) — община в Германии, в земле Бавария. 
Подчиняется административному округу Швабия. Входит в состав района Восточный Алльгой.  Население составляет 1366 человек (на 31 декабря 2010 года). Занимает площадь 19,62 км².
Коммуна подразделяется на 14 сельских округов.